# Allen Jenkins

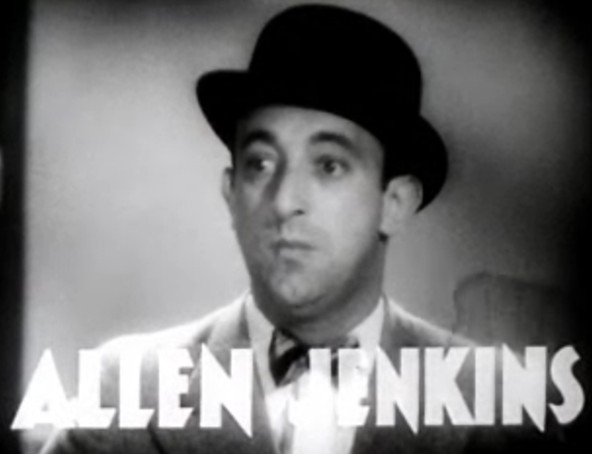
Allen Jenkins en el tráiler de Havana Widows (1933).

Allen Jenkins (nacido Alfred McGonegal; Staten Island, Nueva York; 9 de abril de 1900 - 20 de julio de 1974) fue un actor estadounidense.
Fue conocido gracias a sus interpretaciones de "tipo duro" en comedias de los años treinta y cuarenta. También es recordado por prestar su voz al Agente Dibble (Oficial Matute) en una famosa serie de dibujos animados titulada en Estados Unidos como Top Cat (Don Gato). También participó regularmente en 1956 en un show televisivo llamado Hey, Jeannie!